# Нормативная наука
Нормативные науки — это науки, которые не объясняют то, что есть, а задают норму поведения или деятельности. 
В качестве примеров нормативных наук иногда называют этику (философское учение о морали и нравственности), эстетику (философское учение о прекрасном), искусствоведение, правоведение, педагогику, логику. Нормативные науки отличаются от наук, которые создают модели, призванные описать реальное положение дел.
Г. И. Челпанов писал: 
Как известно, существует два рода наук: науки объяснительные и науки так называемые нормативные. Науки объяснительные рассматривают явления с точки зрения их причинной связи, науки нормативные ставят определённую конечную цель или норму и оценивают явления с точки зрения достижения этой цели. 
К наукам нормативным относятся: логика, грамматика, эстетика и этика. Наука объяснительная, как например, психология, занимается только изучением существующего; она описывает, классифицирует явления, формулирует законы. Все факты, как таковые, заслуживают с её точки зрения одинакового внимания, она относится к пороку так же, как и к добродетели; этика же оценивает достоинство поступков по отношению к какому-нибудь определённому критерию; этика рассматривает факты не так, как они суть сами по себе, а с точки зрения соответствия известной норме. 
Например, факт спасения утопающего психолог будет объяснять с точки зрения причинности; он скажет, что спасавший руководился чувством жалости к утопающему; моралист же станет рассматривать это действие для того, чтобы определить свойство его. Он назовет его хорошим, как подходящее под известную норму или правило. Другими словами, психолог отвечает на вопрос почему, а моралист отвечает на вопрос, хорошо ли данное действие. В этом отношении этика находится в близком родстве с логикой и грамматикой. Грамматика имеет известные нормы речи и оценивает ту или другую конкретную речь с точки зрения соответствия тем или другим нормам. Так и этика обладает известными нормами, и на каждое действие смотрит с точки зрения соответствия этим нормам. Если сказать, что задача этики заключается в определении того, что должно быть, то спрашивается, каким же образом созидаются этические идеалы? Здесь возможен один ответ: из того, что есть, делается вывод к тому, что должно быть; законы долженствования получаются из законов бытия при помощи идеализирования этих последних. 